# لئو ویسر
لئو ویسر (انگلیسی: Leo Visser؛ زادهٔ ۱۳ ژانویهٔ ۱۹۶۶) اسکیت‌باز سرعت، و خلبان اهل پادشاهی هلند است.